# Амолит
Амолитът е рядък и ценен, подобен на опал, органичен скъпоценен камък, срещан само по източните склонове на Скалистите планини в Канада и САЩ. Известен е още като скъпоценен амонит, калцентин и корит. Последното е търговска марка, дадена на камъка от канадската минна компания Korite International, първият и най-голям добивник на амолит в света.
Амолитът е един от трите биогенни скъпоценни камъка, наред с кехлибара и перлите.
През 1981 официално получава статут на скъпоценен камък от Световната бижутерска конфедерация и през същата година започва промишленият му добив. През 2004 той е обявен за официален скъпоценен камък на канадската провинция Алберта.

## Образуване, наличие в природата и добив
Амолитът е образуван от фосилизираните черупки на дискообразните амонити Placenticeras meeki и Placenticeras intercalare от горната Креда и, в по-малка степен от цилиндричните Baculites compressus. Те се състоят главно от арагонит, т.е. от минерала, изграждащ и седефените перли. Амонитите са главоноги, изобилствали в тропическите морета до изчезването им, заедно с динозаврите, в края на мезозоя.
Амолитът се среща само във формацията Беърпоу, разположена от Алберта до Саскачеван в Канада и на юг в Монтана в САЩ. Основен източник на този камък е районът на т.нар.Кредово или Западно вътрешно море, древно вътрешно субтропично море, граничещ със Скалистите планини. С оттеглянето на моретата, амонитите са затрупани и смазани от слоеве бентонитни седименти. Тези отложения запазват арагонита в остатъците от черупките, предотвратявайки превръщането му в калцит. Черупките са импрегнирани чрез диагенеза на примесните елементи, най-вече желязо и магнезий.
Най-качественият амолит се намира край високоенергийните речни системи по източните склонове на Скалистите планини в Южна Алберта. По-голямата част от промишления добив се извършва по бреговете на река Сейнт Мери, южно от градовете Кърдстън и Летбридж.
Приблизително половината от амолитовите залежи се намират в индианския резерват Кайнах и неговите жители играят важна роля в добива на амолит. От основаването си през 1979 Korite International работи предимно в резервата, като заплаща за това на племето. Промишленият добив е механизиран, но сравнително прост. Изкопават се плитки шахти и изкопаният материал се преглежда за възможно съдържание на скъпоценния камък. След това шахтите се проучват ръчно, а промишленият добив се допълва от отделни хора, които продават откритите по повърхността камъни на компанията. Приблизително 5% от добития амолит е подходящ за бижутерството.
Амолитовите залежи са разделени на няколко слоя. Най-плиткият („K зона“) е разположен на дълбочина между 15 m и 30 m. Амолитът в този пласт е покрит със сидеритови конкреции и обикновено е напукан. Това е най-често срещаният и, като цяло, най-ниско оценяваният амолит. На дълбочина от 50 m до 115 m („Синя зона“) амолитът е пресован с тънки слоеве пирит, вместо сидеритови конкреции. Този материал е много по-малко начупен и е по-ценен, но поради голямата си дълбочина е добиван рядко.

## Свойства
Химическият състав на амолита е променлив и освен арагонит той може да съдържа още калцит, кварц, пирит и други минерали. Самата черупка може да съдържа остатъчни елементи, като алуминий, барий, хром, мед, желязо, магнезий, манган, стронций, титан и ванадий. Кристалографията на амолита е орторомбична. Твърдостта му е 4,5 – 5,5, доста мек за скъпоценен камък, а специфичното му тегло е 2,60 – 2,85 g/cm³. Рефрактивният индекс на канадския материал, измерен с натриева светлина (589,3 nm) е, както следва: α 1,522; β 1,672 – 1,673; γ 1,676 – 1,679; биаксиално отрицателен. Под ултравиолетова светлина амолитът може да флуоресцира в тъмно жълто.
При добрите образци, подобно на опала, се наблюдава игра на цветовете наречена иризация, най-вече в зелено и червено, въпреки че са възможни всички спектрални цветове. Иризацията се дължи на микроструктурата на арагонита. За разлика от повечето други скъпоценни камъни, чиито цветове се дължат на пречупване на светлината, иризиращият цвят на амолита се дължи на интерференцията на светлината, отразена от тънките слоеве, изграждащи арагонита. При по-дебели слоеве се получава повече червено и зелено, а при по-тънки преобладава синьото и виолетовото. Червеното и зеленото се срещат по-често, тъй като по-фините слоеве, създаващи синьото, са по-крехки. При изкопаването цветовете не са особено забележими. Материалът изисква полиране (флифовка) и други обработки, за да разкрие пълните си цветови възможности.
Самият амолит представлява много тънки листове с дебелина около 0,5 – 0,8 милиметра. Рядко се среща без матрица, която обикновено е от сиви до кафяви шисти, варовита глина или варовик. Обичайно е така нараченото „крехко разтрошаване“. Изложен на външни въздействия и притиснат от седиментите, тънкият амолит се напуква и разпада. Продължително излагане на слънчева светлина също може да доведе до избеляване. Напукването предизвиква мозаечна повърхност, понякога наричана „драконова кожа“. Амолитът, добиван от по-дълбоки залежи, може да бъде напълно гладък или с накъдрена повърхност. Понякога се откриват цели запазени амонитови черупки. Те могат да достигат до 90 cm диаметър, но обикновено иризиращите амонити, за разлика от пиритизираните разновидности, са много по-малки. При повечето фосилизирани черупки арагонитът е псевдоморфно заменен от калцит или пирит, което прави наличието на амолит особено рядко.

## Качество на камъка
Качеството на скъпоценния амолит се предава чрез буквено означение на марката (маркировката), от най-добрия към най-лошия: AA, A+, A и A-. В процеса на постепенно стандартизиране на тази система, някои доставчици използват свои собствени системи. Марката, а оттам и стойността на амолита, се определя по следните критерии:
Брой на основните цветовеВ амолита се проявяват голям брой цветове, включително всички спектрални. Червеното и зеленото са далеч по-обичайни от синьото или лилавото. Има и някои оттенъци, като пурпурно, виолетово или златно, които се получават като комбинация на основните цветове и са най-редките и най-търсените. Най-ценните марки имат приблизително равни пропорции от три или повече основни цвята, а най-ниските имат един преобладаващ относително убит цвят.
Игра на цветовете (хроматично изместване и ротационен обхват)Хроматичното изместване е начинът, по който цветовете се изменят с ъгъла на гледане и ъгъла на светлината. При по-високите марки тази промяна е почти призматична, докато при по-ниските изменението е съвсем малко. Ротационния обхват показва колко може да бъде завъртян образецът, запазвайки своята игра на цветовете. Най-добрите се завъртат на 360 градуса (в пълен оборот около някаква ос) без ефектът да се наруши, а по-ниските марки могат да имат цветове, силно зависими от посоката и видими в тесен ротационен обхват, до 90 градуса и по-малко.
Яркост на цветовете (иридесценция)Яркостта на цветовете и тяхната иридесценция зависи силно от това, доколко е запазена седефената черупка и колко фини и подредени са пластовете арагонит. Качеството на полирането също оказва влияние. „Драконовата кожа“ обикновено намалява стойността на амолита. Най-ценения амолит има широки непрекъснати ивици от даден цвят. При по-добрите марки матрицата не се вижда и не трябва да има други минерали нарушаващи или намаляващи иридесценцията.
Дебелината на амолитовия слой също е важен фактор. След полиране амолитът е дебел едва 0,1 – 0,3 mm. Най-редките и най-ценни образци са достатъчно дебели, за да стоят самостоятелно със съвсем тънка част от оригиналната матрица (не повече от 1,5 mm). Повечето образци имат нужда от някаква поддържаща основа. При равни други условия стойността на амолита е по-голяма при по-малко претърпени обработки. Калибрираните камъни, изрязани в стандартни размери, също могат да имат по-висока стойност.

## Обработки
Амолитът е смятан за най-редкия органичен скъпоценен камък. Той мек и деликатен, най-често изискващ специални обработки, известни само на малко специалисти в тази област.
Макар че е напълно минерализиран и не съдържа вода, следователно не е податлив на дехидратация и напукване, както опала, амолитът често се уврежда от атмосферни въздействия. Тънките деликатни листове, в които се среща амолитът, също представляват проблем. По тези причини той обикновено се импрегнира с епоксидна или друга синтетична смола, за да се стабилизира склонния към люспене амолит преди рязане. Макар че мозаечното напукване не може да се поправи, импрегнацията предотвратява по-нататъшното обелване и помага за защитата на относително меката повърхност от надраскване. Процесът на импрегниране е разработван в продължение на години от Korite International в партньорство със Съвета за изследвания на Алберта. Импрегнираният амолит за пръв път излиза на пазара през 1989.
Тъй като амолитовия пласт обикновено е дебел едва части от милиметъра, повечето камъни всъщност са композитни, най-често дублети с амолитов слой, залепен за тъмен подложен материал. Това обикновено е матрицата, от която е изкопан амолита, но може да се използва и черен оникс или стъкло. В композити с извънредно тънък амолитов слой се използва и трети компонент – образува се триплет с траен и прозрачен изпъкнал горен елемент. Това покритие може да бъде синтетичен шпинел, синтетичен корунд, синтетичен кварц или, при по-евтини приложения, стъкло. Изпъкналото покритие действа като леща и усилва иридесцентния вид на амолита.
Макар и основната част от амолита с търговски качества да е обработен по някакъв начин, известно количество от произвеждания амолит няма нужда от обработка, освен рязане и полиране. В сурово състояние амолитът се продава за 30 – 65 долара на карат (2005 г.)

## Употреба в бижутерията
В сравнение с повечето други скъпоценни камъни, употребата на амолита има сравнително кратка история. Той започва да предизвиква интерес в западното общество едва през 70-те години на 20 век, след първата си поява на пазара в ограничени количества през 1969. Племето черни стъпала познава амолита като иниским („бизонски камък“) и отдавна вярва, че той притежава амулетни сили, по-специално, че помага в лова и привличането на бизони. Черните стъпала вярват също, че амолитът притежава лечебни свойства и го включват в лечителски торби, използвани при церемонии.
Амолитът обикновено се изрязва в кабошони със свободна форма и се монтира в злато с диаманти като акценти. Поради своята деликатност, амолитът е най-използван в медальони, обици и брошки. При използване в пръстени той има нужда от твърдо защитно покритие, като синтетичния шпинел, използван в триплетите. В бижута могат да се монтират и цели полирани амонити с подходящ размер. За почистването на амолитови бижута не трябва да се използва нищо по-грубо от мек сапун и топла вода. Ултразвуковото почистване трябва да се избягва.
Най-големият пазар на амолит е Япония. Причина за това може би е използването му като заместител на все по-редкия черен опал или пропагандирането на камъка от Фън Шуй. Други пазари са Канада, където той се използва от занаятчии, продаващи произведенията си на туристите в Националния парк Банф, както и в производството на фина бижутерия. Амолитът се използва и в югозападната част на САЩ от индианските занаятчии от племена като зуни.

## Имитации
Амолитът е труден за имитация и това се прави рядко. Въпреки това има няколко материала, които имат известна прилика. Това са лабрадоритът, иридесцентен фелдшпат, също с канадски произход, и някои видове черен опал. Те не са убедителни заместители, а вторият всъщност има по-висока стойност от самия амолит, така че амолитът често се използва като имитация на черен опал. При лабрадорита са много по-обичайни синьото и лилавото. При двата вида имитации тялото на камъка е прозрачно под определени ъгли, докато амолитът е изцяло матов.
От гемологическа гледна точка амолитът е в една група с формираните от черупки мрамори. Тя включва лумачела („огнен мрамор“), иридесцентен мрамор, образуван от фосилизирани черупки на миди и охлюви. Срещан в Италия и Австрия, лумачела почти никога не се използва в бижутерството, а по-скоро като декоративен фасаден камък или за мозайки. Иридесцентността на лумачела е фрагментарна и далеч не толкова ярка, колкото при амолита. Въпреки тези разлики, понякога лумачела и амолит се използват като синоними.

Предимно синьо-зелената иридесцентна черупка на охлюва Haliotis е последната възможна имитация. Тя е евтина и леснодостъпна, поради промишленото отглеждане на тези коремоноги заради тяхното месо. Структурата на черупките е специфична – извиващи се иридесцентни ивици в синьо, зелено и розово, очертани от тъмнокафяви линии от кончиолин, протеинов материал свързващ черупката в едно цяло. Блясъкът на черупките е копринен, вместо почти стъкления блясък на полирания амолит, а цветовете на двата материала не са толкова близки. Въпреки това понякога черупки на Haliotis се боядисват и от тях се правят дублети със синтетичен кварц по същия начин, както с амолита. Те са може би най-убедителните копия и се използват също като имитация на опал.